# Melinis macrochaeta
Melinis macrochaeta är en gräsart som beskrevs av Otto Stapf och Charles Edward Hubbard. Melinis macrochaeta ingår i släktet Melinis och familjen gräs. Inga underarter finns listade i Catalogue of Life.